# Friedrich Rückert
Friedrich Johann Michael Rückert (Schweinfurt, 1788. május 16. – Neuses Coburg városrésze, 1866. január 31.) német költő és orientalista, egyetemi tanár. 

## Életpályája
Szülővárosa gimnáziumában, majd 1805-től Würzburgban, 1808–1809-ben Heidelbergben jogot, azután főleg filológiát tanult. 1811-ben a jénai egyetem magántanára lett, csakhamar azonban elhagyta Jénát, különböző helyeken élt, majd Stuttgartban telepedett le, és 1816–1817-ben a Morgenblatt szerkesztésében vett részt. Az 1818. év legnagyobb részét már Rómában töltötte, ahol az olasz népénekre irányította figyelmét, ugyanez év őszén Bécsbe, majd 1821-ben Coburgba költözött Fischer levéltáros házába, akinek leányát Luise Wiethaus-Fischert (1797–1857. június 26.) 1821. december 26-án feleségül vette. A házaspárnak tíz gyermeke született, köztük 1823-ban Heinrich Rückert, későbbi történész és germanista. (Gyermekei közül kettő, Luise és Ernst korai halálát siratta 1833/34 telén Kindertodtenlieder című művében, mely 1872-ben posztumusz jelent meg, és Gustav Mahler 1902-ben dalciklus formájában megzenésítette).
1826-ban az erlangeni egyetemen a keleti nyelvek és irodalom tanárává nevezték ki. 1841-ben Berlinbe hívták meg az egyetemre. Ez időben színműveket is írt, de ezeknek kudarca annyira elkedvetlenítette, hogy 1849 tavaszán elhagyta tanári székét, nyugdíjaztatta magát és a Coburg mellett fekvő neusesi birtokára vonult vissza, ahol költészettel és keleti tudományokkal foglalkozva élt haláláig. 1890-ben szülővárosa emléket állíttatott neki.
Költői pályafutását Freimund Raimar álnév alatt Deutsche Gedichte című kötetével kezdte meg (Heidelberg, 1814), amely bájos szonettjeit (Geharnischte Sonette) is magában foglalja. A gyűjtemény második kötetét: Kränz der Zeit (Stuttgart, 1817) címmel Rückert már saját neve alatt jelentette meg. A Napóleonról szóló szatirikus verses drámáinak Napoleon, eine politische Komödie in drei Stücken. (Stuttgart 1816–1818) – ismét álnéven kiadott – művének tervezett, harmadik része nem jelent meg. 1822-ben, Lipcsében látott napvilágot Östliche Rosen című költeménygyűjteménye. Egyéb, több helyütt megjelent költeményeit Gesammelte Gedichte (6 kötet, Erlangen 1834-38, 3 kötet, Frankfurt, 1843) cím alatt adták ki (válogatott kiadásban is 1846-ban). Keleti tanulmányainak eredményeit az alábbi kötetekben publikálták: Abu al-Hariri (1054–1122) makámáinak fordítása (Die Verwandlungen des Abu Seid címen, 2 kötet, Stuttgart, 1826), továbbá a következő átültetések: Nal und Damajanti (Frankfurt, 1828); Amrilkais, der Dichter und König (Stuttgart, 1844); Hamasa, oder die ältesten arabischen Volkslieder (2 kötet, Stuttgart, 1846); a Korán kivonatos fordítása (kiadta J. Müller, Frankfurt, 1888). Keleti tárgyú további művei: Sieben Bücher morgenländischer Sagen und Geschichten (2 kötet, Stuttgart, 1837); Erbauliches und Beschauliches aus dem Morgenlande (2 kötet, Berlin, 1836–1838); Rostem und Suhrab, eine Heldengeschichte (Erlangen, 1838); Brahmanische Erzählungen (Lipcse, 1839). Ezekhez csatlakoztak aztán szépirodalmi alkotásai: Die Weisheit des Brahmanen című tankölteménye (6 kötet, Lipcse, 1836–1839, 12 kiadás, 1 kötet, 1886); Leben Jesu. Evangelienharmonie in gebundener Rede (Stuttgart és Tübingen, 1839), továbbá következő drámái: Saul und David (Erlangen, 1843); Herodes der Grosse (2 kötet, Stuttgart, 1844); Kaiser Heinrich IV. (2 kötet, Frankfurt, 1844) és Christoforo Colombo (Frankfurt, 1845). Utolsó, életében kiadott műve: Ein Dutzend Kampflieder für Schleswig-Holstein von F-r. (Lipcse, 1863). 
A költő halála után hagyatékából jelentek meg a következők: Lieder und Sprache (Frankfurt, 1866) és Aus Friedrich Rückerts Nachlass (Lipcse, 1867, tartalma: Theokritosz-fordítások, Arisztophanész A madarak című drámájának és Kálidásza
Abhijñānaśākuntalam című alkotásának fordítása); Kindertotenlieder (Frankfurt, 1872, új kiadás Leid und Lied c. alatt, Frankfurt, 1881); Szádi (1210–1291/92) Búsztán (Gyümölcsöskert) költeményének fordítása (Lipcse, 1882); Poetisches Tagebuch 1850–1866 (Frankfurt, 1888); Fildosis Königsbuch (Berlin, 1890); Aus Sachs Diwan (kiadta Bayer, Berlin, 1893); Sachs politische Gedichte (Berlin, 1894). Rückert költői műveinek teljes kiadása (12 kötet) Majna-Frankfurtban 1868–1869-ben, (újabb kiadás 1881–1882) jelent meg.
Álnevei: Freimund Raimar, Reimar, Reimer, illetve F-r.